# Playland (album)
| Críticas profissionais | Críticas profissionais |
| Pontuações agregadas   | Pontuações agregadas   |
| Fonte                  | Avaliação              |
| ---------------------- | ---------------------- |
| Metacritic             | 70/100                 |
| Avaliações da crítica  |                        |
| Fonte                  | Avaliação              |
| Allmusic               | link                   |
| Rolling Stone          | link                   |
| NME                    | 8/10 link              |

Playland é o segundo álbum do músico britânico Johnny Marr, lançado em 26 de outubro de 2014.

## Faixas
1. "Back in the Box"  3:05
2. "Easy Money"  4:05
3. "Dynamo"  3:59
4. "Candidate"  4:50
5. "25 Hours"  3:35
6. "The Trap"  3:24
7. "Playland"  4:41
8. "Speak Out Reach Out"  4:04
9. "Boys Get Straight"  3:02
10. "This Tension"  4:01
11. "Little King"  3:14